# Ichneumon bicolo
Ichneumon bicolo là một loài tò vò trong họ Ichneumonidae.